# Phrynetopsis trituberculata
Phrynetopsis trituberculata är en skalbaggsart som beskrevs av Hermann Julius Kolbe 1893. Phrynetopsis trituberculata ingår i släktet Phrynetopsis och familjen långhorningar.
Artens utbredningsområde är:
- Malawi.
- Senegal.

Inga underarter finns listade i Catalogue of Life.